# Gostkowo (Ciechanów)
Gostkowo – północna część miasta Ciechanowa w Polsce, w województwie mazowieckiem, w powiecie ciechanowskim. Rozpościera się w rejonie ulic Komunalnej, Rybnej i Wiejskiej.

## Historia
Gostkowo to dawniej samodzielna wieś, należąca od reformy gminnej w 1867 roku do gminy Nużewo w powiecie ciechanowskim w guberni płockiej. Od 1919 w woj. warszawskim, gdzie 20 października 1933 utworzyło gromadę (sołectwo) w gminie Nużewo.
Po II wojnie światowej Gostkowo należało do gminy Nużewo w powiecie ciechanowskim w województwie warszawskim, stanowiąc jedną z jej 33 gromad. W związku z reformą administracyjną kraju jesienią 1954 weszło w skład gromady Kargoszyn, a po jej zniesieniu 1 stycznia 1958 – w skład nowo utworzonej gromady Ciechanów. 31 grudnia 1961 część Gostkowa włączono do Ciechanowa.
W gromadzie Ciechanów Gostkowo przetrwało do końca 1972 roku, czyli do kolejnej reformy administracyjnej. 1 stycznia 1973 weszło w skład nowo utworzonej gminy Ciechanów, oprócz niewielkiej części (21,11 ha), którą włączono do Ciechanowa.
Od 1 czerwca 1975 znajdowało się w województwie ciechanowskim. 1 sierpnia 1977 zostało wyłączone z gminy Ciechanów i włączone do Ciechanowa.